# ライヌイ・アロイタ
ライヌイ・アロイタ（Rainui Aroita、1994年1月25日 - ）は、フランス領ポリネシアのサッカー選手。タヒチ代表。ポジションはDF。

## クラブ歴
ASアルエの下部組織出身。2011年にタヒチ・ディビジョン・フェデレールのASタマリイ・ファアアに加入。2013年6月にはカンピオナート・ブラジレイロ・セリエBのアメリカ-MGからトライアルに呼ばれた。

## 代表歴
FIFAコンフェデレーションズカップ2013の際にメンバー入りを果たしたが出場はなかった。2013年3月26日の2014 FIFAワールドカップ・オセアニア3次予選、ニューカレドニア代表戦で代表初出場。